# Terme (arquitectura)

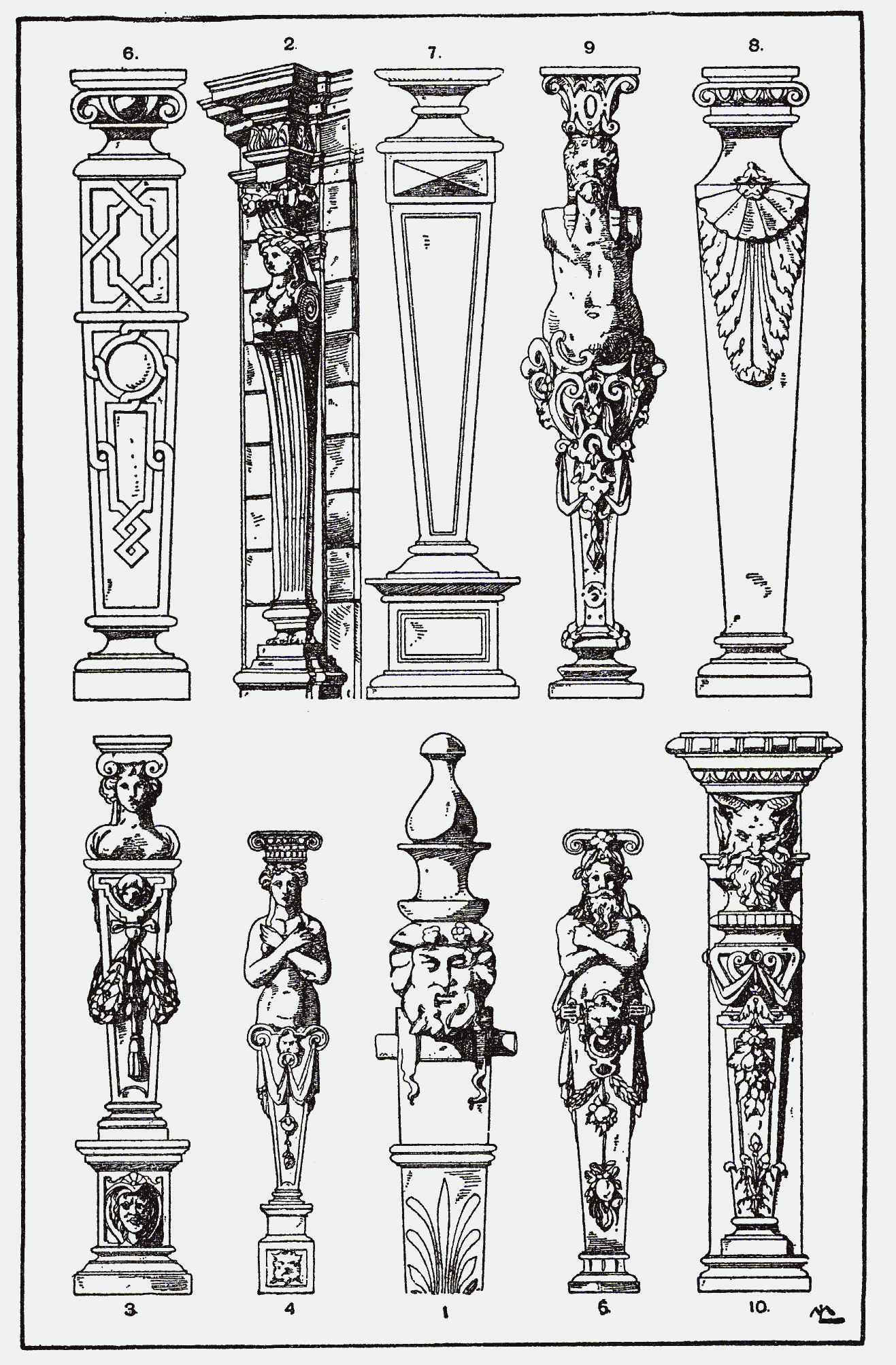
Figures terminals copiades dels llibres de patrons manieristes del francesos i anglesos.

En arquitectura Clàssica un terme o figura terminal (plural: termes) és un cap humà amb el seu bust, que continua amb forma de pilar quadrat
El nom deriva de Terminus, el déu Romà de les fronteres i les marques de frontera. En la cultura grega antiga, si el bust és d'Hermes com protector de fronteres, amb els genitals mascles que interrompen una base senzilla a l'alçada apropiada, se l'anomena herma. El delicte de Alcibíades i el seus companys de beguda, conegut amb el nom d'asebeia, pel que Sòcrates finalment va pagar indirectament amb la seva vida, va ser la profanació de les figures d'Hermes per tota Atenes, en plena nit.

## Variants
Al Temple d'Àrtemis a Efes, la Dama d'Efes, que els grecs identificaven amb Artemisa, era una deessa de molts pits encaixada sobre un terme, del que sobresortien els seus peus. (Vegeu il·lustració al Temple d'Àrtemis).
En l'arquitectura i la decoració arquitectònica pintada del Renaixement europeu i els successius estils Clàssics, les figures de termes són bastant comuns. Sovint representen deïtats menors associades a camps i vinyes i les vores de boscos, sobretot amb pans, faunes i Mènades que poden estar envoltats de garlandes de fruites i flors. Les figures de terme van ser un tret particularment característic de l'estil del segle xvi en el mobiliari i decoració interior tallada que es denomina Manierisme d'Anvers. Els seus gravats van difondre l'estil a través d'Alemanya i Anglaterra.
Els termes van ser utilitzats tant com candelers, com emprats en lloc de potes de taula, p.e.: en les taules auxiliars francesos (guéridon), propis de l'estil barroc tardà de Lluis XIV a França, als Països Baixos i a Anglaterra, estil ressuscitat en el mobiliari neo-palladià dissenyat per William Kent i emprat novament en l'estil de l'Imperi francès de principi del segle xix.